# Rafael Casas de la Vega
Rafael Casas de la Vega (Aranjuez, 1926 - Madrid, 2010) était un militaire, écrivain, historien, essayiste, diplomate et poète espagnol.
D’une fidélité inébranlable à l’idéal phalangiste, Rafael Casas de la Vega mena de front, d’une part, une carrière militaire (dans des unités combattantes d’abord, notamment dans la guerre d'Ifni, puis comme officier d’état-major et commandant d’unités blindées, enfin comme professeur d’académie militaire) et, d’autre part, une carrière d’auteur, publiant des travaux d’historien sur certains épisodes de la Guerre civile, ainsi qu’une monographie et une « oraison » sur le général Franco.

## Biographie
Issu d’une famille de vieille tradition militaire et conservatrice, Rafael Casas de la Vega avait pour père un sergent de cavalerie, qui périt dans la Guerre civile, déclenchée en 1936 quand Rafael avait dix ans. En 1944, il s’inscrivit à l’Académie militaire et monta au grade de lieutenant de cavalerie en 1948. Ensuite, il se spécialisa en « automobilisme » et en unités militaires mécanisées, et fut promu en 1957 au rang de capitaine. L’année suivante, en 1958, il participa comme officier à la guerre d'Ifni, puis rejoignit l’état-major de la Division de cavalerie, où il restera jusqu’en 1965.
Il exerça comme enseignant à l’École d’application de cavalerie et d’équitation ainsi qu’à l’École d’automobilisme de l’armée. Diplômé de l’école d’état-major, il détenait un brevet en langues anglaise et russe,, et maîtrisait aussi l’arabe.
En 1969, il fut promu commandant et en 1976 lieutenant-colonel, et se vit confier en 1977 le commandement du groupe de cavalerie du 3e tercio Juan de Austria de la Légion espagnole. En 1979, il commença à enseigner au Centre supérieur d’études de la Défense nationale (CESEDEN), et en 1981, après son ascension au grade de colonel, prit le commandement de l’état-major de la division blindée Brunete.
En 1983, il parvint au rang de général de brigade, puis, l’année suivante, fut nommé directeur de l’Académie de cavalerie de Valladolid, participant à ce titre à plusieurs manœuvres et rassemblements de l’OTAN. Il intervint également comme observateur pour le compte de l’OTAN et du pacte de Varsovie, et fut attaché militaire à l’ambassade d’Espagne en Union soviétique. Il est décédé à Madrid le 18 octobre 2010, à l’âge de 84 ans.

## Œuvre

### Publications
Parallèlement à sa vie militaire, Rafael Casas de la Vega mena une carrière d’auteur, produisant une vaste œuvre — tant dans le domaine de la fiction et de la poésie que de l’historiographie — autour de thématiques militaires, plus particulièrement centrée sur la Guerre civile espagnole. Il passait pour l’un des intellectuels les plus prestigieux des Forces armées espagnoles et adhérait strictement à l’idéologie franquiste,,, à telle enseigne qu’il composa une biographie et une oraison consacrées au général Franco,.
Casas de la Vega était le cofondateur de la revue Empuje. Periódico del Soldado y el Marinero (trad. approx. Entrain. Revue du soldat et du marin), dont le but était de contribuer à la « formation patriotique, morale et professionnelle » des gens de troupe et à laquelle il se consacra à partir de 1957, en vouant une attention particulière aux rapports de la troupe avec la vie civile, spécialement avec le monde du travail, et davantage encore avec le monde agricole, d’où provenaient pour la plupart les conscrits dans les années 1950 en Espagne. Casas de la Vega figurait aussi comme collaborateur occasionnel de publications telles que l’hebdomadaire El Español, la revue phalangiste Arriba, et les périodiques Balance, Hermandad, Esfera Automovilista, Ejército et La Nación. Il est l’auteur du premier numéro de Cuadernos del Soldado, avec un texte intitulé Tres Fechas en la Vida de un Recluta (littér. Trois dates dans la vie d’une recrue), écrit dans un style dégagé et dans une langue expressive, à la portée de tous les lecteurs, quel que soit leur bagage culturel et professionnel.
Parmi ses travaux d’historien, généralement considérés comme fortement tributaires de ses conceptions franquistes,, sont à signaler en particulier des monographies sur les batailles de Brunete et d’Alfambra et sur le siège de l'alcazar de Tolède.

### Ouvrages
- (es) Brunete, Madrid, Fermín Uriarte, coll. « La Guerra de España », 1967, 368 p.
- (es) Teruel, Barcelone, Luis de Caralt, coll. « La Vida Vivida », 1973, 318 p. (ISBN 978-8421756997).
- (es) Las milicias nacionales en la Guerra de España, Madrid, Editora Nacional, coll. « Libros Directos », 1974, 215 p.
- (es) Alfambra : La reconquista de Teruel, Barcelone, Luis de Caralt, 1976, 382 p. (ISBN 978-8421757154).
- (es) El Alcázar, Madrid, Gregorio del Toro, 1976, 392 p. (ISBN 84-312-0211-4).
- (es) Dejadles descansar en el silencio…, Madrid, Arbolé (Oriens), 1979, 81 p. (poésies).
- (es) La última guerra de África (campaña de Ifni-Sahara), Madrid, Servicio de Publicaciones del EME, coll. « Adalid. Biblioteca de pensamiento militar », 1984, 623 p.
- (es) El terror: Madrid 1936. Investigación histórica y catálogo de víctimas identificadas, Ávila, Fénix, coll. « Serie Máxima », 1994.
- (es) Franco, militar, Ávila, Fénix, coll. « Serie Máxima », 1995, 650 p.
- (es) Errores Militares de la Guerra Civil 1936-1939, Madrid, San Martín, 1997, 239 p.
- (es) Seis Generales de la Guerra Civil. Vidas paralelas y desconocidas, Ávila, Fénix, coll. « Serie Máxima », 1998, 386 p.
- (es) Masacre – 1ª parte. Asesinados en la zona republicana durante la Guerra Civil española (1936-1939), Valladolid, Quirón Éditions / AF Editores, 2006, 544 p. (ISBN 84-96016781) (recension des assassinats commis par les « rouges », village par village).